# Sekundärfärg

Färgcirkel som visar primär-, sekundär- och tertiärfärger i färgsystemen RGB och CMY(K).

Sekundärfärg är en färg som uppstår genom att man blandar två primärfärger.

## Inom färgsystemet RGB
De tre sekundärfärgerna inom färgsystemet RGB (d.v.s. additiv färgblandning) är gul, magenta och cyan:
| Grön |  | + | Röd  |  | = | Gul     |  |
| Röd  |  | + | Blå  |  | = | Magenta |  |
| Blå  |  | + | Grön |  | = | Cyan    |  |

## Inom färgsystemet CMYK
De tre sekundärfärgerna inom färgsystemet CMYK (d.v.s. subtraktiv färgblandning) är röd, blå och grön:
| Gul     |  | + | Magenta |  | = | Röd  |  |
| Magenta |  | + | Cyan    |  | = | Blå  |  |
| Cyan    |  | + | Gul     |  | = | Grön |  |